# Vincent du Vigneaud
Vincent du Vigneaud (18. maj 1901 – 11. december 1978) var en amerikansk biokemiker. Han modtog nobelprisen i kemi i 1955 for at isolere, identificere strukturen og lave totalsyntese af det cykliske peptid, oxytocin.